# Камена (Источни Мостар)
Камена је насељено мјесто у општини Источни Мостар, Република Српска, БиХ. Према попису становништва из 1991. у насељу је живјело 399 становника. На попису становништва 2013. године, према подацима Агенције за статистику Босне и Херцеговине пописано  је 67 становника.

## Становништво
|             | 2013.       | 1991.         | 1981.         | 1971.         |
| Укупно      | 67 (100,0%) | 399 (100,0%)  | 443 (100,0%)  | 472 (100,0%)  |
| Бошњаци     | 57 (85,07%) | 242 (60,65%)1 | 281 (63,43%)1 | 298 (63,14%)1 |
| Хрвати      | 10 (14,93%) | 155 (38,85%)  | 158 (35,67%)  | 174 (36,86%)  |
| Остали      | –           | 2 (0,501%)    | –             | –             |
| Југословени | –           | –             | 4 (0,903%)    | –             |

1. 1 На пописима од 1971. до 1991. Бошњаци су пописивани углавном као Муслимани.